# Berndorf (Dolna Austria)
Berndorf – miasto w Austrii, w kraju związkowym Dolna Austria, w powiecie Baden. Według Austriackiego Urzędu Statystycznego liczyło 8 898 mieszkańców (1 stycznia 2014).

## Współpraca
Miejscowości partnerskie:
- Ōhasama, Japonia
- Sigmundsherberg, Dolna Austria